# Ponte romana

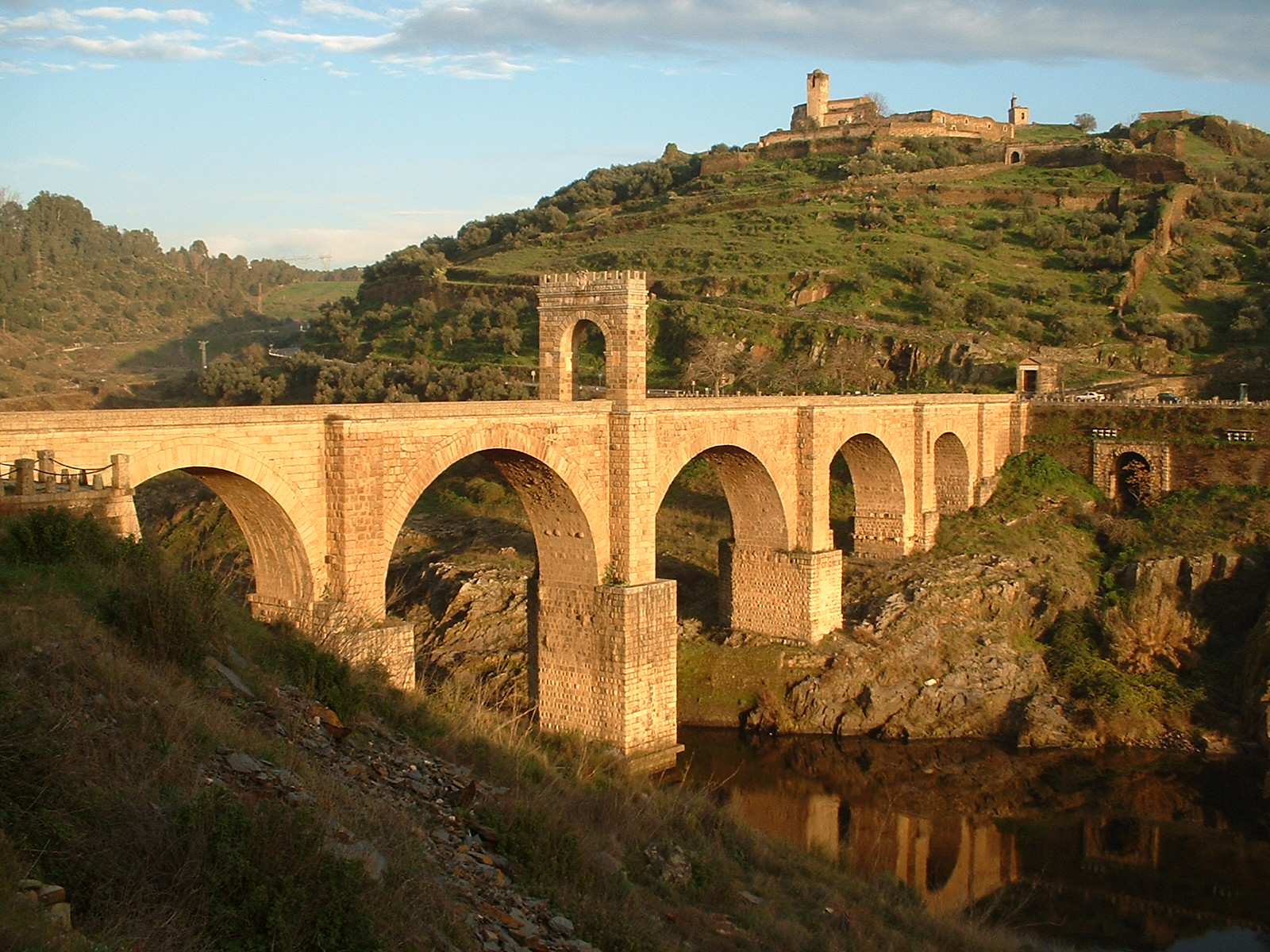
A Ponte de Alcántara, na Espanha, uma obra-prima da construção de pontes na Antiguidade.

As pontes romanas construídas no tempo da Roma Antiga foram as primeiras de grandes dimensões, e estão entre as mais duradouras do mundo. Elas eram, em geral, construídas com pedras, e tinham o arco como sua estrutura básica (ver ponte em arco). Algumas também utilizavam concreto, material que os romanos foram os primeiros a utilizar na construção de pontes.
Algumas pontes romanas ainda são usadas hoje, como a Ponte romana de Chaves e mesmo após a queda do Império Romano do Ocidente, os mestres pedreiros copiaram suas pontes o que complica muitas vezes a sua datação e sua identificação como ponte romana. As técnicas romanas de construção de pontes persistiram até o século XVIII: 

## Principais características das pontes romanas

### Tipologia
Manuel Durán Fuentes (um engenheiro civil espanhol, especializado na restauração de pontes antigas) define 4 tipos de pontes romanas para a Hispânia.
- Modelo 1: Uma ponte baixa de plataforma horizontal, com vários arcos, utilizado para rios largos como a ponte de Chaves, a Ponte Velha de Vila Formosa, ou enfim a ponte romana de Ponte Lima. Representa quase um terço das pontes romanas da península.
- Modelo 2: É uma ponte mais ou menos alta, de tabuleiro horizontal ou ligeiramente alombado, mas sobretudo com uma distribuição simétrica de vários arcos de largura crescente das margens para o meio do leito, para vales um pouco encaixados, um bom exemplo é a ponte de Segura ou a puente de Freixo, e de A Cigarrosa. Esse modelo representa um pouco mais dum outro terço das pontes ibéricas.
- Modelo 3: É uma ponte com dois arcos, um largo e outro muito mais pequeno que fica fora do leito de água no verão, o tabuleiro é horizontal ou ligeiramente inclinado. É um modelo menos corrente com um pouco menos de 10 % do total, as pontes del Diablo de Martorell, San Miguel e Ponte Pedriña fazem parte desse modelo.
- Modelo 4: O último modelo é uma ponte dum arco, mais ou menos comprido conforme o curso de água (o máximo é a puente de Pertusa com 28 m), como a ponte do Arco em Vila Pouca de Aguiar. É um modelo que representa  30 %  das pontes romanas da península.[4]

A disposição dos arcos pode ser uniforme (Ponte de Chaves), simétrica com arcos crescentes (Ponte de Segura), assimétrica mas com arcos de largura crescente e proporcional (Ourense) ou enfim harmónica, em algumas construções, com a utilização da Proporção áurea, como na ponte de Alcântara ou na ponte de Freixo (Ourense) em que a Luz do arco2/luz do arco 1 = 1,618 (número de ouro, {\displaystyle \phi } (PHI)).

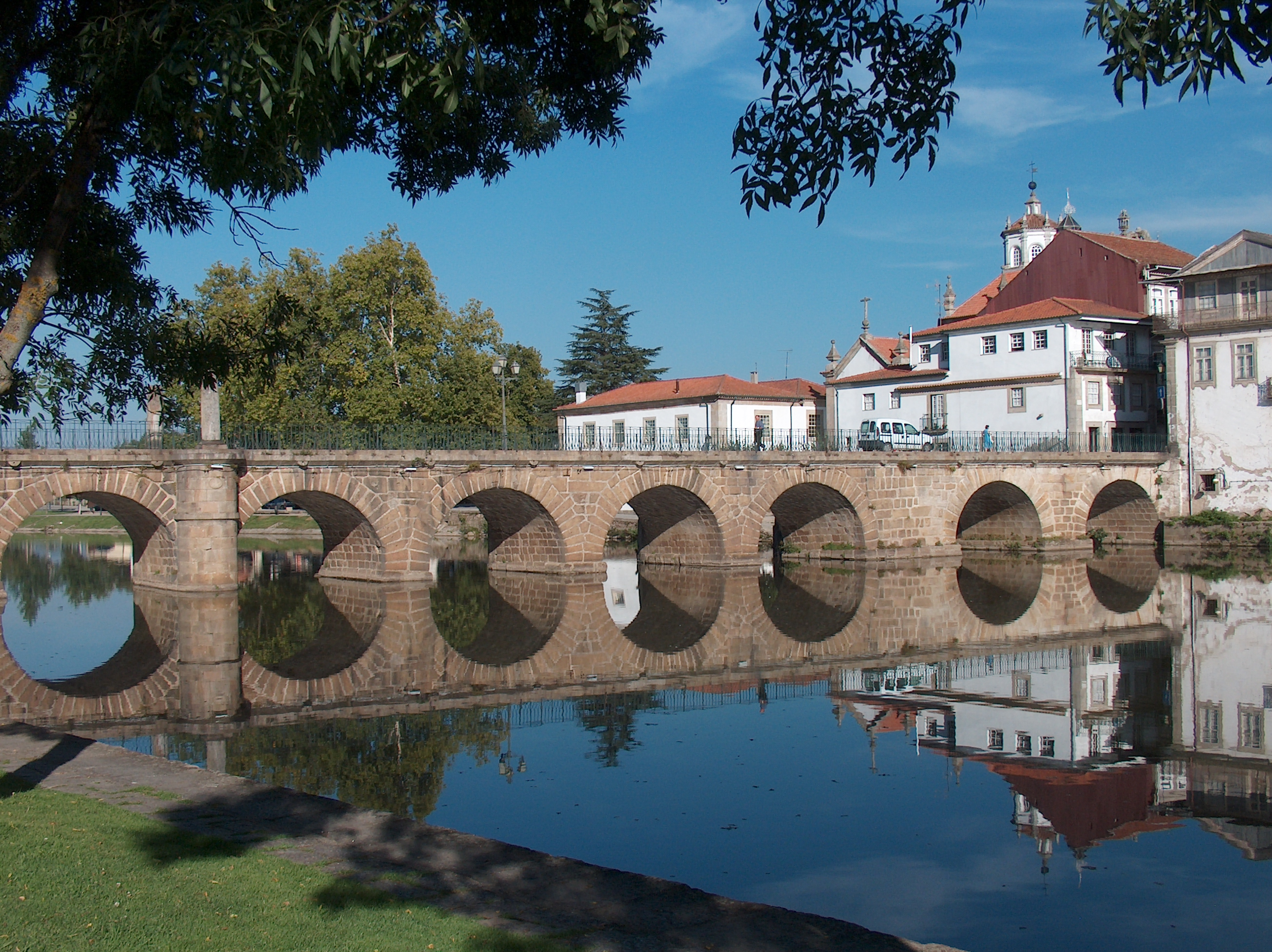
Mod. 1, Ponte romana de Chaves.
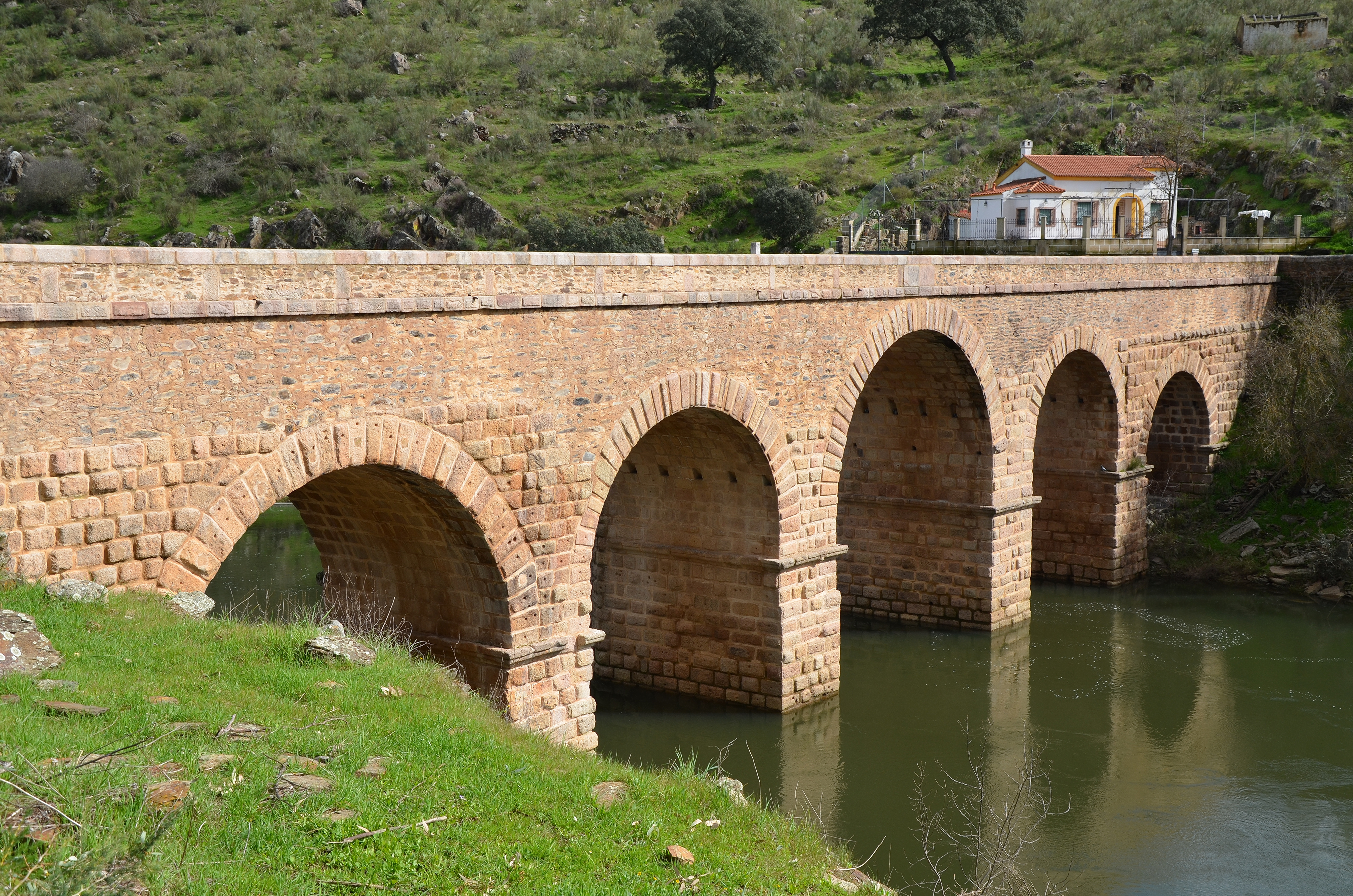
Mod. 2, Ponte de Segura, com as suas 2 cornijas.
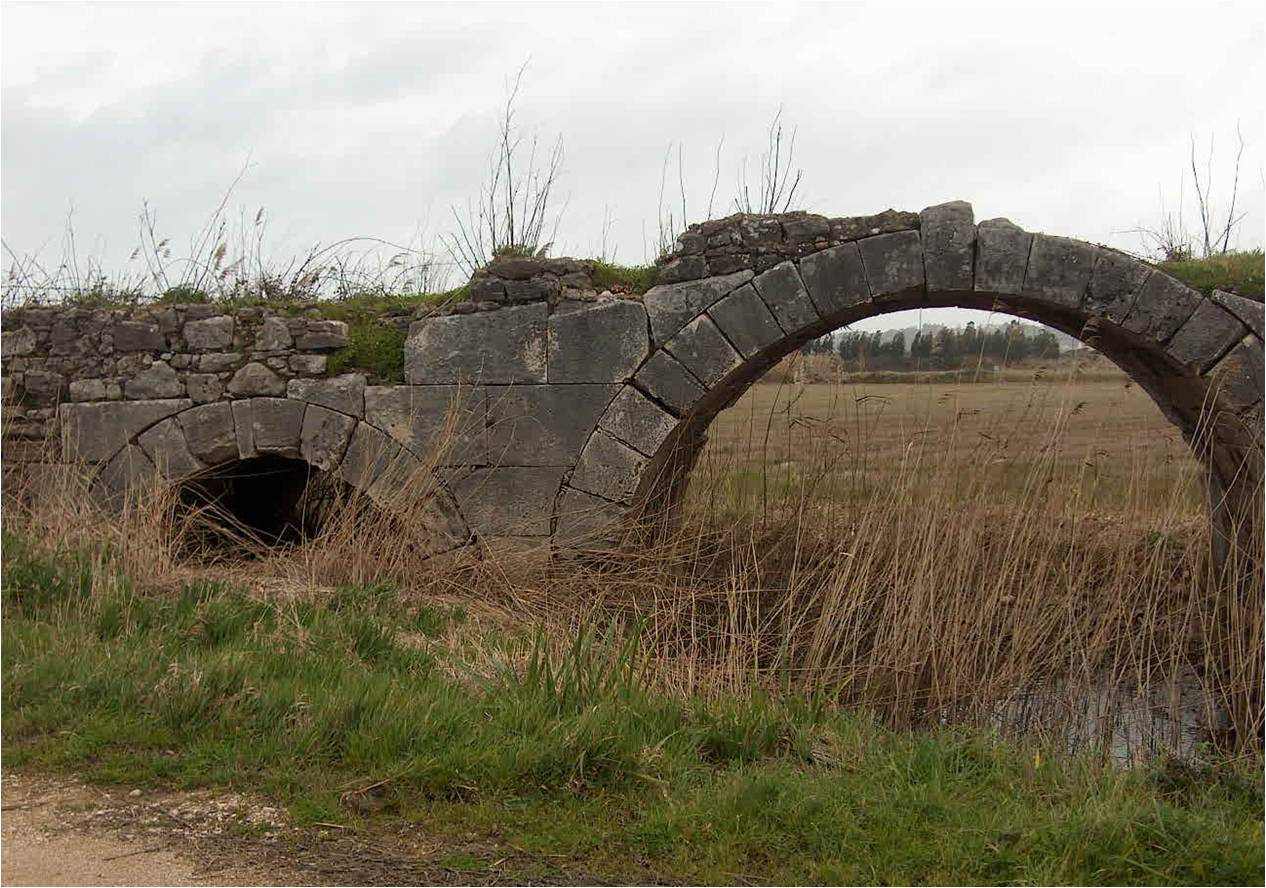
Mod. 3, Ponte Romana sobre o Rio Pranto.
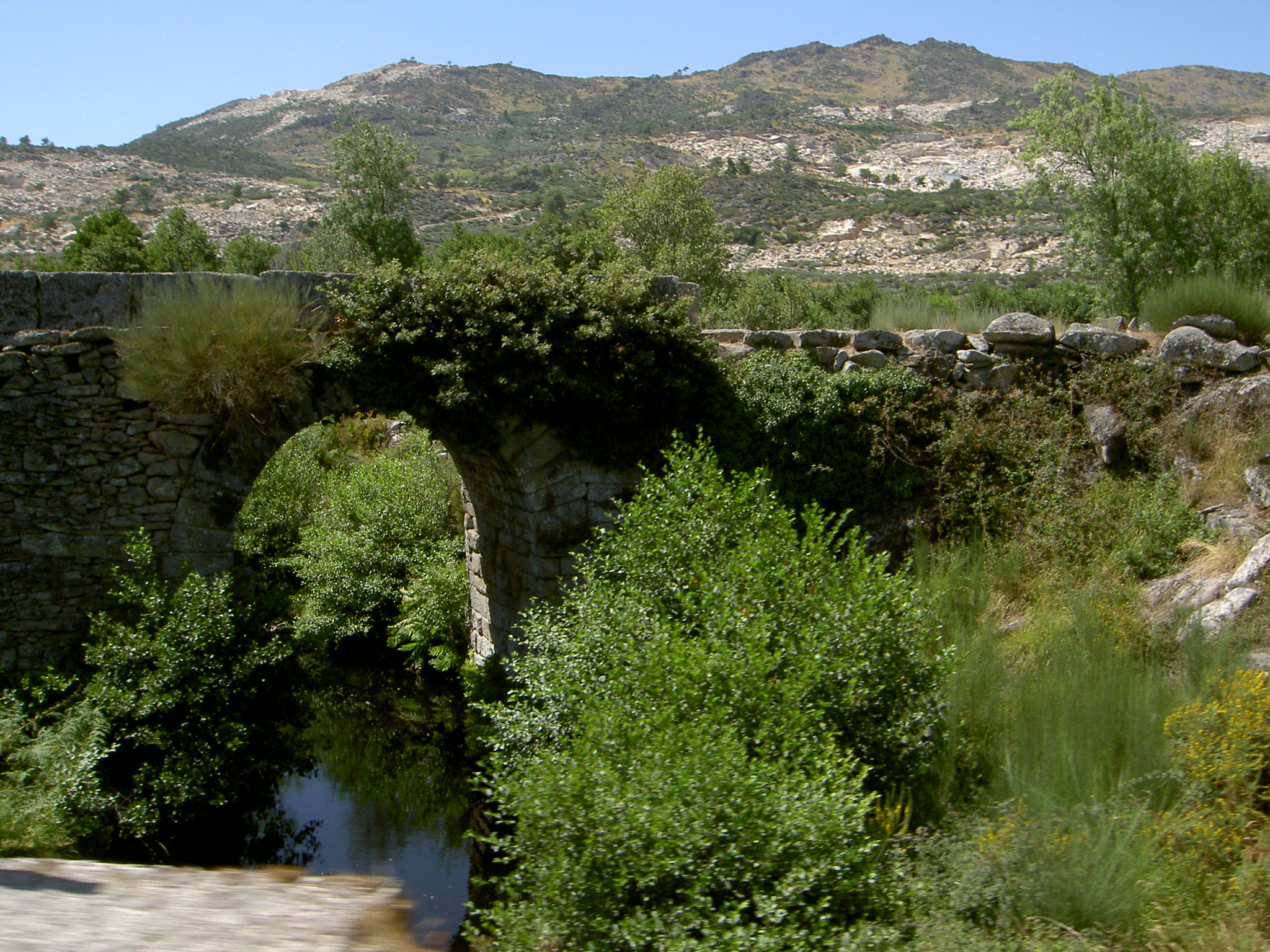
Mod. 4, Ponte do Arco.

### Outras caraterísticas
- A grande largura do tabuleiro em comparação as pontes medievais: ¾ das pontes romanas tem uma largura de tabuleiro superior aos 5 m, que vai dos  4,20 m da ponte de Miróbriga aos 7,80 m da ponte de Alcântara. O mais largo do império romano é o da Ponte Camillario da Via Casia, perto de Viterbo com uns 12,95 m.
- As cornijas decorativas de forma simples ou elaborada no fim dos pilares ou a altura da via é uma caraterística singular dalgumas pontes romanas, como na Ponte de Segura.

|                |  |                                                                     |
| forceps romano |  | Pormenor da ponte romana de Ponte de Lima, com as marcas de forceps |

- O tabuleiro horizontal ou ligeiramente inclinado com um ou dois declives. As pontes com o tabuleiro francamente arqueado são certamente posteriores ou em parte reconstruidas.
- As marcas do fórceps, é outra caraterísticas das pontes romanas. Para subir as pedras os romanos usavam guindastes com pinças na ponta chamados forceps, mas para melhor agarrar os blocos de pedra, os pedreiros, esculpiam duas pequenas cavidades no meio do bloco dos dois lados da pedra, essas marcas muitas vezes são ainda visível como na Ponte velha de Vila Formosa. Outras vezes estão presentes mas nas faixas interiores da pedra.
- As ranhuras de alavanca, são exclusivas do modo de construção romano. Para posicionar as pesadas pedras os romanos usavam alavancas, e para melhor retirar as alavancas debaixo das pedras sem mexer na sua posição definitiva havia duas pequenas ranhuras na parte superior das pedras que ficavam por baixo dos blocos a ser colocados.[4]
- Os blocos de pedra (ou silhares) apresenta uma chanfradura ou mesmo uma almofada (Saliência ou realce[6]), em bruto, ou quase, com ou sem moldura, na totalidade das pontes romanas. Particularidade exclusiva dessas pontes, embora essa técnica fosse usada posteriormente mas só na reconstrução das mesmas, como no caso da ponte de Segura reconstruida em parte no século XVI.[4] Para as pontes medievais a superficie da pedra é plana e lisa.

## As várias técnicas construtivas
Desenvolvendo a sua imensa tela de vias a Roma Antiga foi confrontada com a passagem de cursos de água, se ao princípio procuraram  passar por Vaus a solução era inadequada para grandes rios em período de cheias.

### Pontes flutuantes

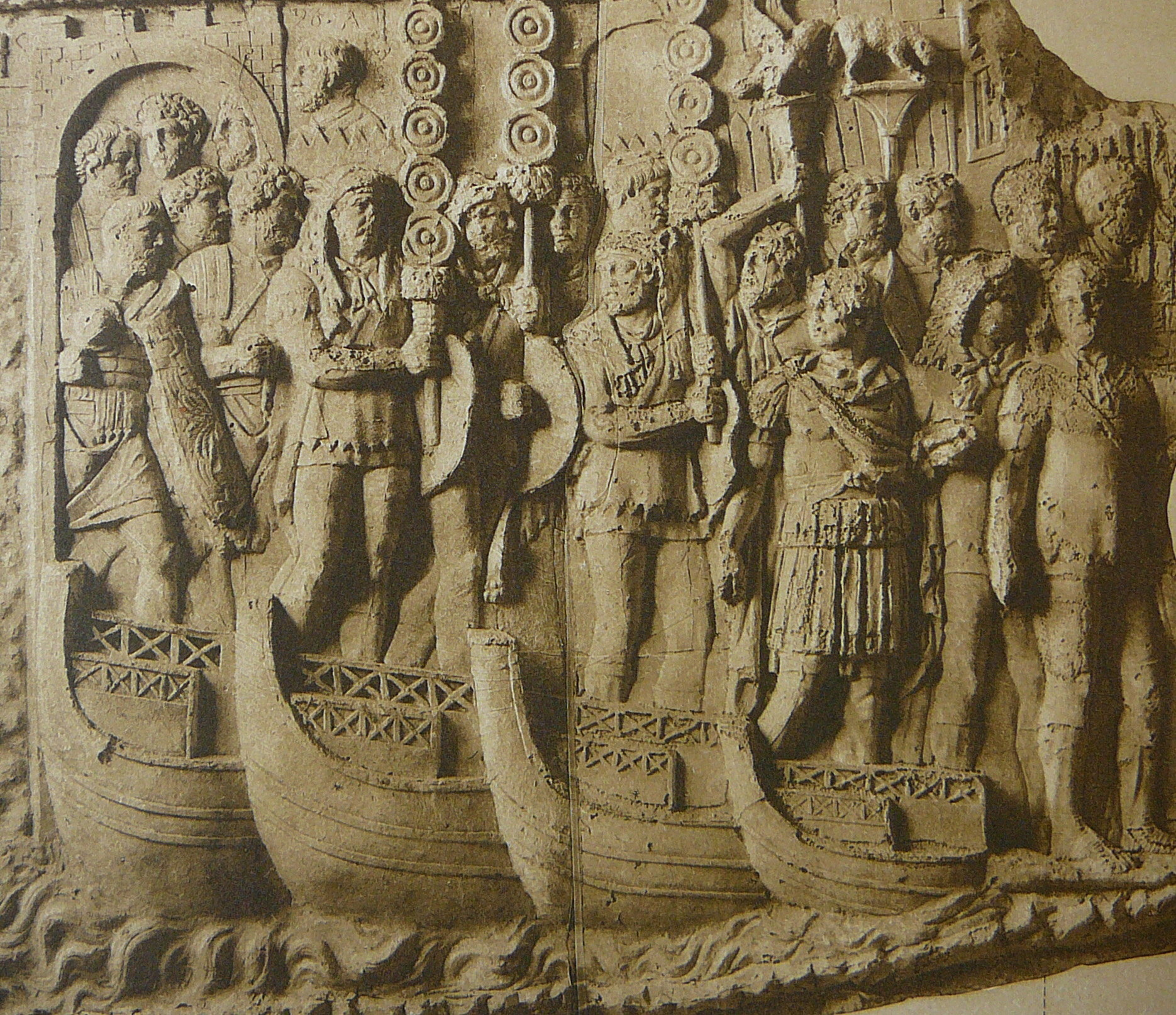
Legionários romanos cruzando o rio Danúbio pela ponte flutuante, conforme retratado num relevo da Coluna de Trajano

Pontes flutuantes foram construídas colocando barcos, lado a lado, unidos com vigas cobertas com um tabuado, através de um rio.  Foram usadas por Júlio César na Alemanha, e Trajano construiu outra sobre o rio Danúbio durante as Guerras Dácias.

### Pontes de madeira

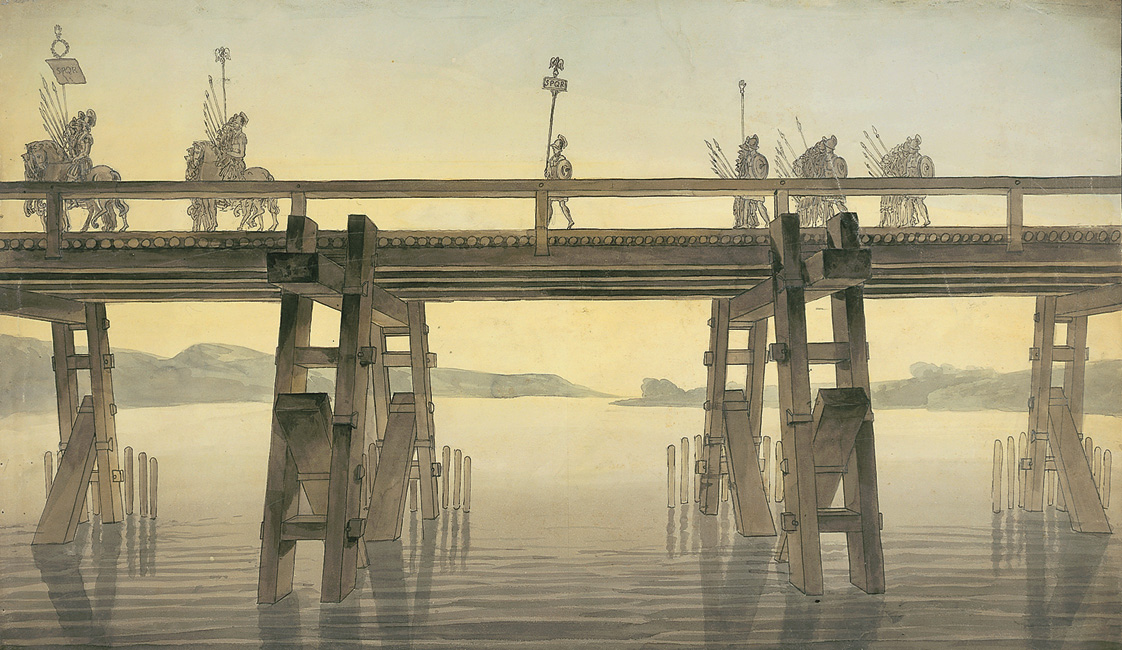
Ponte sobre o Reno de Júlio Cesar

As primeiras pontes romanas eram de madeira, com um tabuleiro apoiado sobre estacas enfiadas no leito do rio. Como por exemplo a Ponte Sublício, a ponte mais antiga da Roma antiga   construída no século 6 aC. por Anco Márcio sobre o rio Tibre,  ou as duas Pontes do Reno de Júlio César.
As pontes de madeira de fácil construção tinham as vantagens que podiam ser queimadas para impedir um invasor ou desmontadas rapidamente.  Por exemplo, segundo Lívio, durante uma batalha contra os sabinos, os romanos incendiaram uma de suas pontes de madeira, repelindo o inimigo.  
No entanto, devido à sua falta de durabilidade outros materiais foram usados a seguir.

### Pontes de tijolos

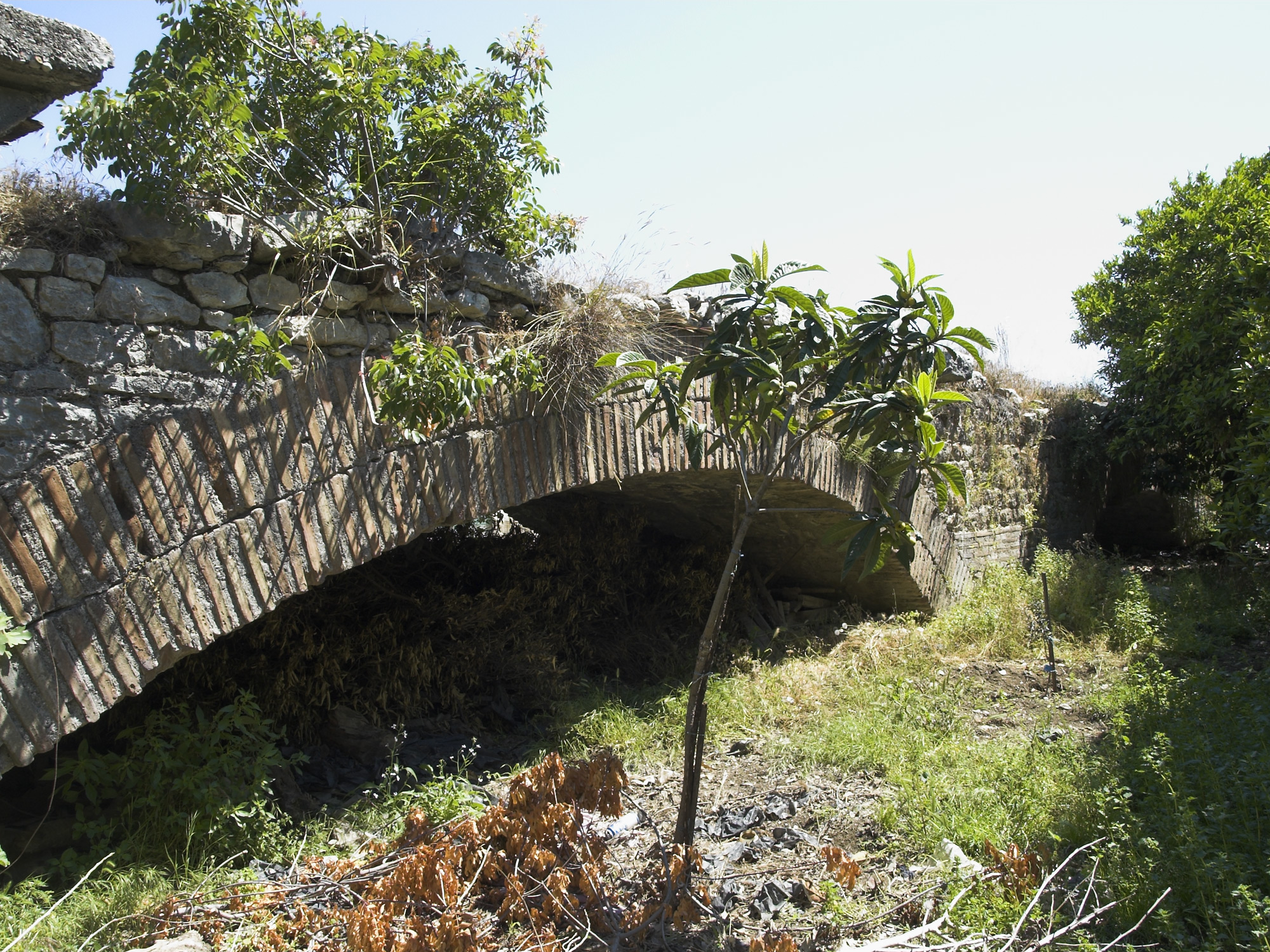
Ponte de Limyra na Turquia, em pedras e tijolos

A construção de pontes em tijolo deve-se a importante invenção do cimento romano, com cinzas vulcânicas e cal no século II aC. No entanto as pontes construídas com tijolos eram raras, pois os tijolos muitas vezes não resistiam à erosão. Por isso muitas vezes usava-se uma técnica de construção mista chamada opus mixtum, alternando fileiras de tijolos e pedra.
Exemplos de ponte de tijolo são as pontes em Carmona e Palomas na Espanha, a Ponte delle Chianche na Itália. Às vezes, os tijolos eram usados para criar partes de pontes, como os arcos ou os pilares.
Por exemplo, uma ponte de tijolos em Ticino, na Suíça, tem arcos de pedra e tímpanos de tijolos. 

### Pontes de pedra
A primeira ponte de pedra romana terá sido a Ponte Emília, 
construída em 241 aC., incluída no traçado da via Aurélia  mas restaurada em 179 aC. Mesmo assim ela era mista, só os sete pilares eram de pedra o tabuleiro sendo ainda de madeira.
No entanto as pontes edificadas naquela altura foram as primeiras pontes de grande escala já construídas.
Para construir uma ponte inteiramente em pedra foi preciso dominar perfeitamente a técnica do arco de pedra, para tal, os romanos aperfeiçoaram as antigas técnicas arquitetónicas gregas. 
Usando uma estrutura de madeira para manter os blocos em forma de cunha no lugar até a colocação da pedra chave.
|                                                    |  |                                       |
| Ponte de Alconétar, Espanha, com arcos segmentados |  | Ponte Emília com um arco semicircular |

Muitas pontes romanas tinham arcos semicirculares, mas algumas eram segmentares, ou seja, com um arco inferior a 180 graus. Esta técnica foi inventada pelos romanos. Arcos segmentados permitiam a passagem de maior quantidade de água da enchente, evitando que a ponte fosse arrastada e tornando-a mais leve porque um arco semicircular só necessita quase metade da pedra dum arco circular.
No século II, os arcos tornaram-se mais finos e os tímpanos tornaram-se planos e perfurados com aberturas para favorecer a passagem da água durante as enchentes e diminuir a pressão na ponte (como na Ponte Fabrício). Outra inovação foi a utilização de braçadeiras de ferro cobertas de chumbo para reforçar os pilares, também reutilizaram tecnicas antigas como grampos de madeira e depois de ferro. 
Mesmo assim, devido ao baixo desempenho subaquático, os pilares romanos eram frequentemente destruídos ao longo do tempo,  daí o desenvolvimento a montante dum talhamar.
Os trabalhos de construção eram obviamente feitos exclusivamente durante a estação seca. Mesmo assim, há evidência de que, durante as obras alguns rios eram desviados. Tal prática pode ter sido realizada por Trajano ao construir sua ponte sobre o Danúbio. Uma técnica posterior envolveu o uso de uma ensecadeira, tapume de paredes estanques para conter a água e construir a fundação de pedra.

## Os construtores romanos

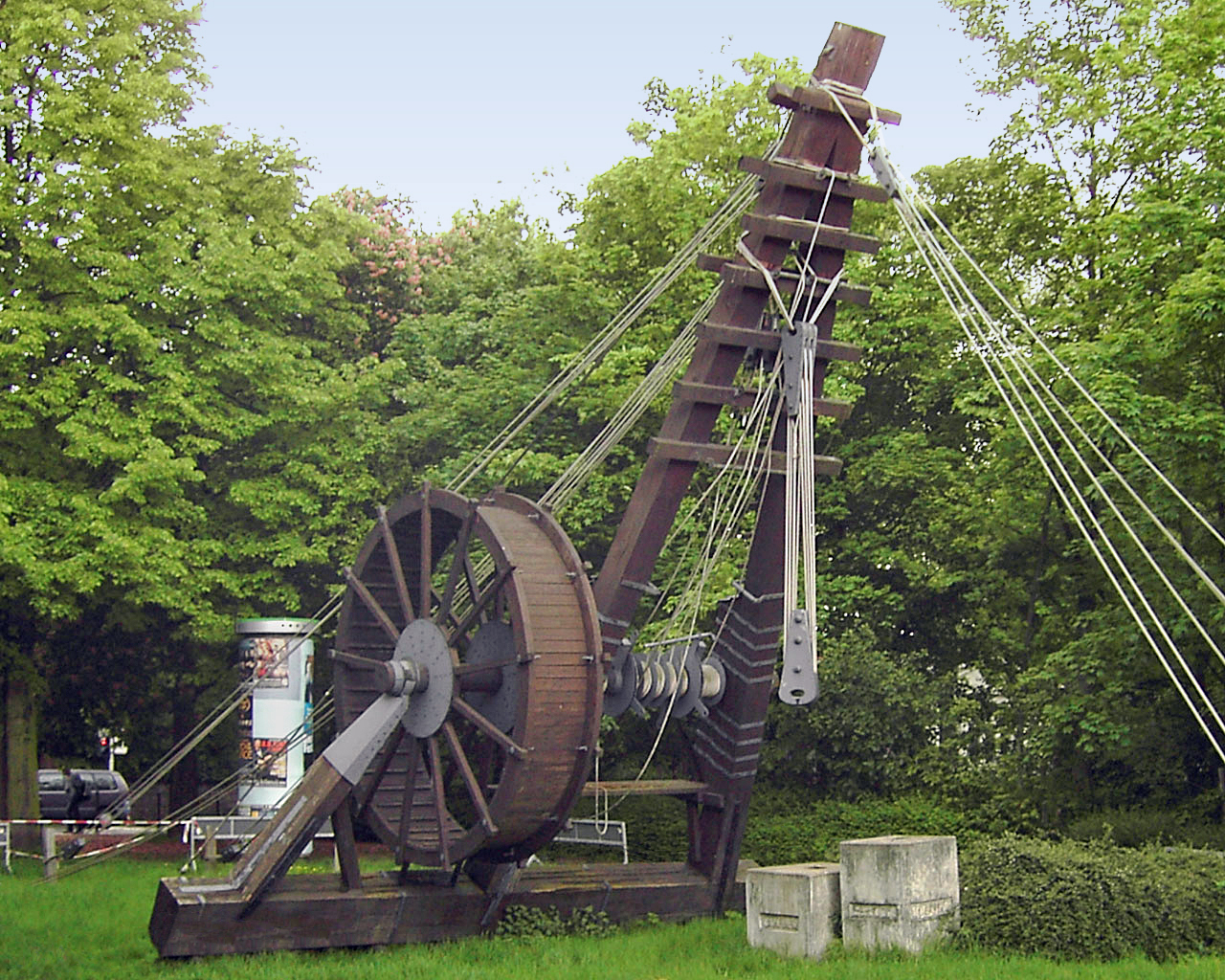
Réplica dum guindaste de roda dentada romano usado para mover materiais e levantar objetos pesados

A construção romana, é ainda hoje uma referência em termos de solidez e de estética, isso deve-se a um conjunto de artistas e artesãos, pela maior parte funcionários do estado, muito deles integrados no exercito. De facto, muitas das obras públicas realizadas no tempo dos romanos foram erguidas pelas Legiões, que deixarem a sua marca em miliários, pedras ou tijolos como no Padrão dos Povos em Chaves com a Legião VII Gemina Felix, ou na ponte do Diabo de Martorell com a atestada  intervenção das legiões IV Macedonica, VI Victrix e X Gemina. Eles asseguravam tanto o: transporte dos materiais, como a fabricação de boa parte deles (tijolos, adobes, silhares...); A mão de obra para a fabricação dos engenhos (guindaste), escavações e aterros; A construção do próprio edifício e a engenharia dirigida por um arquiteto, também militar. No seio deles, dois arquitetos lusitanos que realizarem obras importantes na Hispânia, Gaius Sevius Lupus, de Aeminium (Coimbra) que ergueu o farol de Hércules na Corunha, e Caio Iulius Lacer que foi o construtor da ponte de Alcântara. Enfim a obra era supervisionada pelo curator viarum funcionário imperial civil.
Em detalhe os profissionais que trabalhavam nas construções eram os fabris operários especializados como os lapidarii que trabalhavam a pedra, os marmorarii especializados na pedra mármore todos eles soldados, sob as ordens dos praefectus fabrum (prefeito dos artesãos, um oficial militar), os mensoris, que realizavam trabalhos de medição (no exército eram conhecidos por Castrorum metator ou castrorum mensor), os que manuseavam os dispositivos de nivelamento: o decempedator, o compedator e o gromaticus, que utilizavam, o decêmpeda, o pes ou o groma, enfim os aquileges e calculatores que manuseavam o ábaco, um dispositivo de cálculo usado naqueles tempos.
Mas o mais importante nesse tempo, era o promotor, que deixava muitas vezes seu nome associado a obra (por exemplo a Ponte de Trajano), por ser considerado o verdadeiro autor da obra, tanto ou mais do que o arquiteto, porque era ele que decidia da construção ou reparação, que escolhia o projeto, os materiais mais ou menos luxuosos, e o grau de perfeição. Durante a República a iniciativa das obras públicas surgia da aristocracia ou do Senado que deixavam a responsabilidade aos censores que dirigiam as construções, os vereadores, magistrados de baixo escalão, que eram responsáveis pela manutenção, e do magistri viarum, ou curador, encarregado especificamente da manutenção das estradas vicinais. Durante o Império o promotor das obras era sempre o imperador, num processo iniciado por Augusto e continuado por outros como Cláudio, Nero, Trajano e especialmente Adriano. Muitas vezes, eram na realidade as autoridades locais responsáveis pela promoção e construção de obras públicas, mas sempre com o cunho do imperador, mesmo sem ser acompanhado de algum financiamento.

## Opus pontis

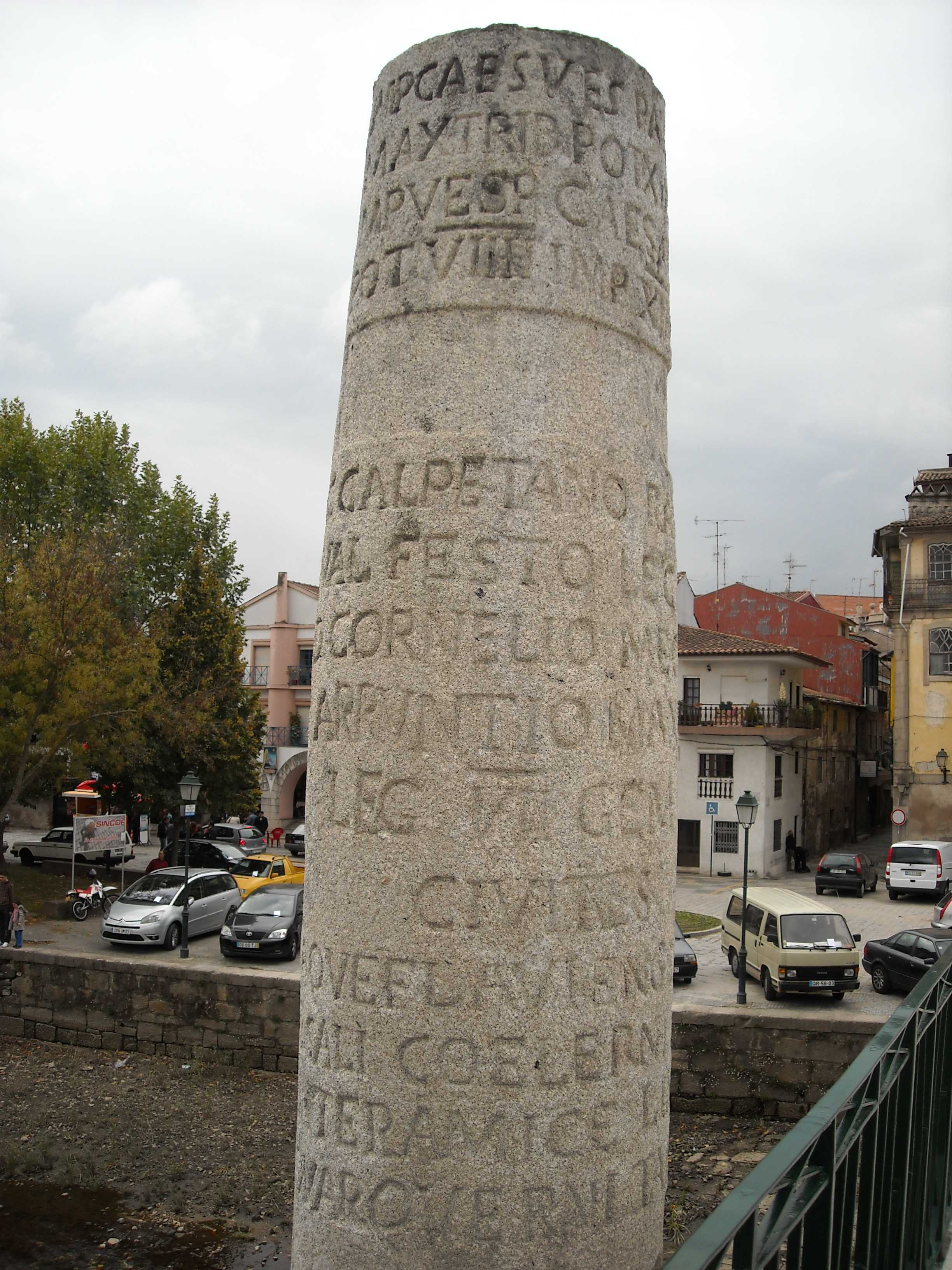
Cópia do Padrão dos Povos na ponte de Trajano em Chaves

De facto, os custos de construção e reparação de pontes, conhecidas como opus pontis ("obra de ponte"), eram da responsabilidade de vários municípios locais. Seus custos compartilhados provam que as pontes romanas pertenciam à região como um todo, e não a uma cidade (ou duas, se estivessem na fronteira). A Ponte de Trajano em Chaves, Via XVII na Galécia por exemplo, foi construída a custa de 10 municípios locais, cujos nomes foram acrescentados na inscrição seguinte.
"IMP CAES VESP AVG PONT / MAX TRIB POT X IMP XX PROCOS IX / IMP VESP CAES AVG F PONT TRIB / POT VIII IMP XIIII COS VI /... / C CALPETANO RANTIO QUIRINALI VAL FESTO LEG AVG PR PR / D CORNELIO MECIANO LEG AVG / L ARRVNTIO MAXIMO PROC AVG / LEG VII GEM FEL / CIVITATES X / AQUEFLAVIENSES AOBRIGENS / BIBALI COELERNI EQUAESI / INTERAMICI LIMICI AEBISOCI / QUARQUERNI TAMAGANI ..."
Tradução:
"Sendo Imperador César Vespasiano Augusto, Pontífice Máximo, com poder tribunício por décima vez, Imperador vigésimo, pai da pátria, cônsul por nona vez; também ao imperador (Tito) Vespasiano César, filho do Augusto, Pontífice, com poder tribunício por oitava vez, Imperador décimo quarto, cônsul por sexta (...) sendo Caio Calpetano Râncio Quirinal Valério Festo, legado propretor do Augusto e sendo Legado de Augusto, Décio Cornélio Meciano e Lúcio Arrúncio Máximo, procurador do Augusto. A Legião VII Gemina Felix e dez cidades: os Aquaflavienses, os Avobrigenses, os Bíbalos, os Celernos, os Equesos, os Interâmicos, os Límicos, os Ebisócios, os Quaquernos e os Tamaganos (...)."
(A respeito das linhas que faltam, há acordo entre os especialistas em considerar que foram eliminadas referências ao imperador Domiciano em virtude de damnatio memoriae).
Na antiga Hispânia há duas outras inscrições que mencionam os financiamentos por cidades na construção de pontes: Na ponte de Alcântara, numa placa de mármore do Arco do Triunfo, com os nomes de onze Municípios lusitanos que contribuíram economicamente à obra da ponte (Havia outra inscrição que incluía os nomes de dezasseis outros municípios, que aumentariam para vinte e sete o total de cidades contribuintes); E a inscrição de Oreto que indica que a construção da ponte foi realizada pela comunidade local.
Mais tarde, no Império Romano, os senhores locais da terra tiveram que pagar dízimos ao império pelo opus pontis. 

## Localização
Os engenheiros romanos construíram pontes de pilares de pedra sobre todos os principais rios de seu Império, exceto dois: o Eufrates, que ficava na fronteira dos rivais do império persa, e o Nilo. Os maiores rios atravessados por pontes  pelos romanos foram o Danúbio e o Reno, os dois maiores rios europeus a oeste da estepe eurasiana. 
Uma lista de pontes romanas compilada pelo engenheiro Colin O'Connor apresenta 330 pontes de pedra, 34 pontes de madeira e 54 aquedutos. Uma pesquisa mais completa do estudioso italiano Vittorio Galliazzo encontrou 931 pontes romanas, a maioria de pedra, em 26 países diferentes (incluindo a ex- Jugoslávia.

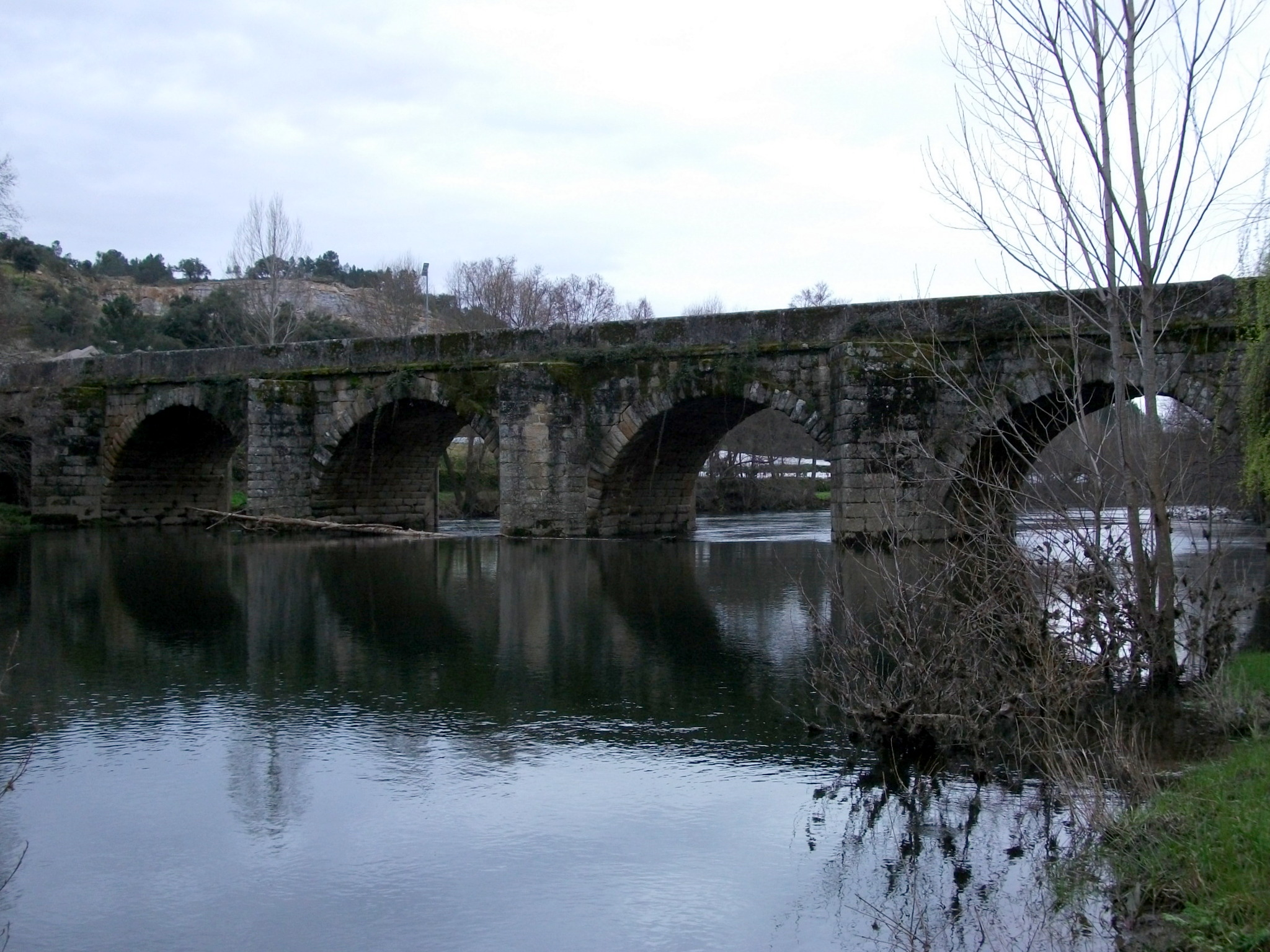
Ponte de pedra em Torre de Dona Chama

| Europa      | 800 | Ásia     | 74 | África  | 57 |
| ----------- | --- | -------- | -- | ------- | -- |
| Itália      | 460 | Turquia  | 55 | Tunísia | 33 |
| Espanha     | 142 | Síria    | 7  | Argélia | 18 |
| França      | 72  | Jordânia | 5  | Líbia   | 5  |
| Alemanha    | 30  | Líbano   | 4  |         |    |
| Reino Unido | 29  | Israel   | 2  |         |    |
| Portugal    | 14  | Irã      | 1  |         |    |
| Jugoslávia  | 13  |          |    |         |    |
| Suíça       | 11  |          |    |         |    |
| Grécia      | 10  |          |    |         |    |
| Holanda     | 4   |          |    |         |    |
| Bulgária    | 3   |          |    |         |    |
| Luxemburgo  | 3   |          |    |         |    |
| Albânia     | 2   |          |    |         |    |
| Áustria     | 2   |          |    |         |    |
| Bélgica     | 2   |          |    |         |    |
| Romênia     | 2   |          |    |         |    |
| Hungria     | 1   |          |    |         |    |

## Exemplos de pontes

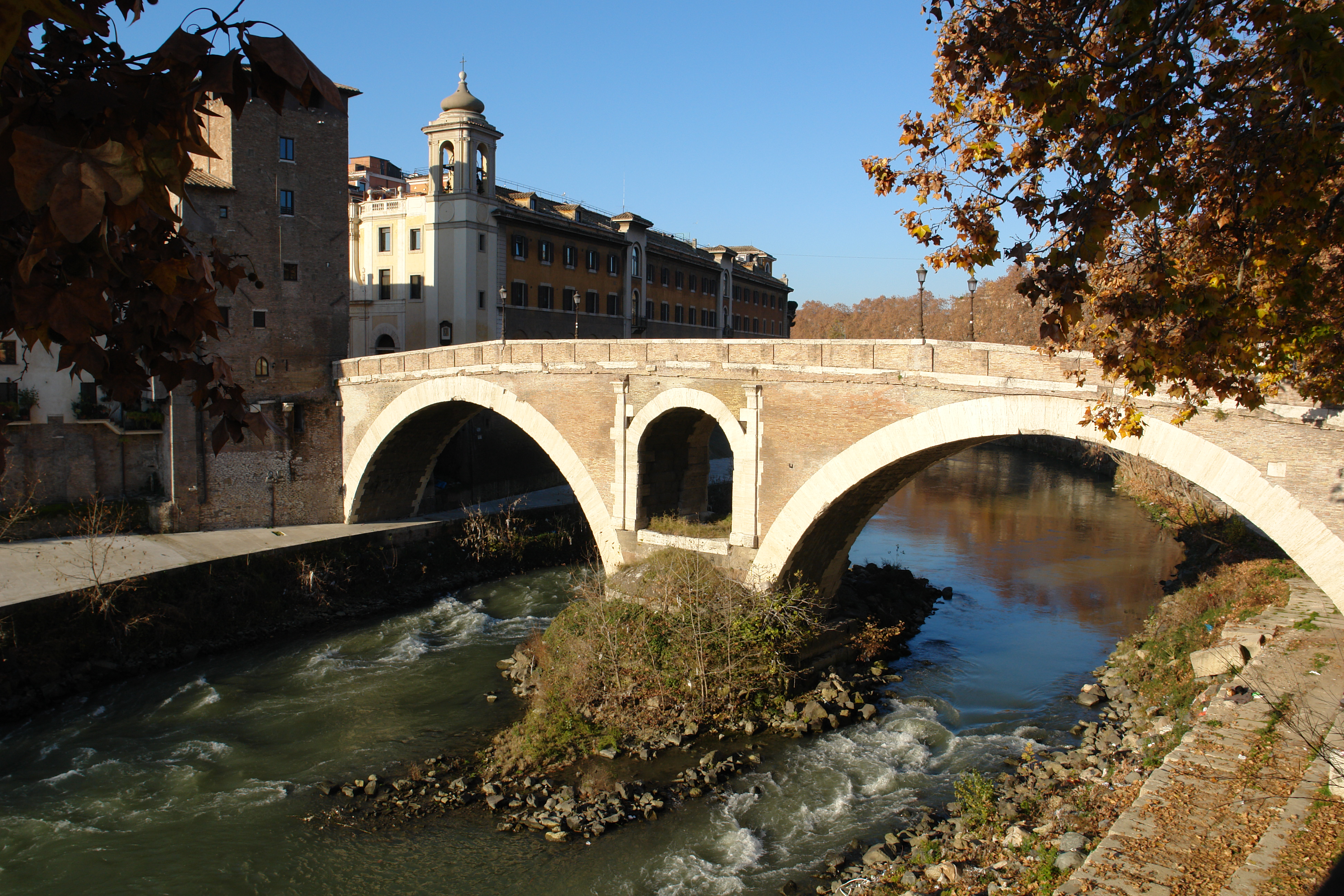
Ponte Fabrício, em Roma, com arcos semicirculares

- Construída em 142 aC, a Ponte Emília, mais tarde chamada de ´´Ponte Rotto´´ (ponte quebrada), é a mais antiga ponte romana de pedra em Roma, a ponte é hoje incompleta e dos vestigios só o pilar é original do século II aC., ela  provavelmente tinha pilares de pedra, com um tabuleiro de madeira.[11], enquanto o resto data de uma reconstrução durante o reinado de Augusto (27 aC – 14 dC).[27]

- A Ponte Fabrício ou Pons Fabricius, construída em 62 aC. durante o final da República, é a ponte romana mais antiga que ainda está intacta e em uso.[28]

- A maior ponte romana foi a Ponte de Trajano sobre o baixo Danúbio, construída por Apolodoro de Damasco, que permaneceu por mais de um milénio a ponte mais longa construída, tanto em termos de comprimento total quanto de vão.

### Principais pontes romanas em Portugal
- Ponte de Trajano em Chaves.

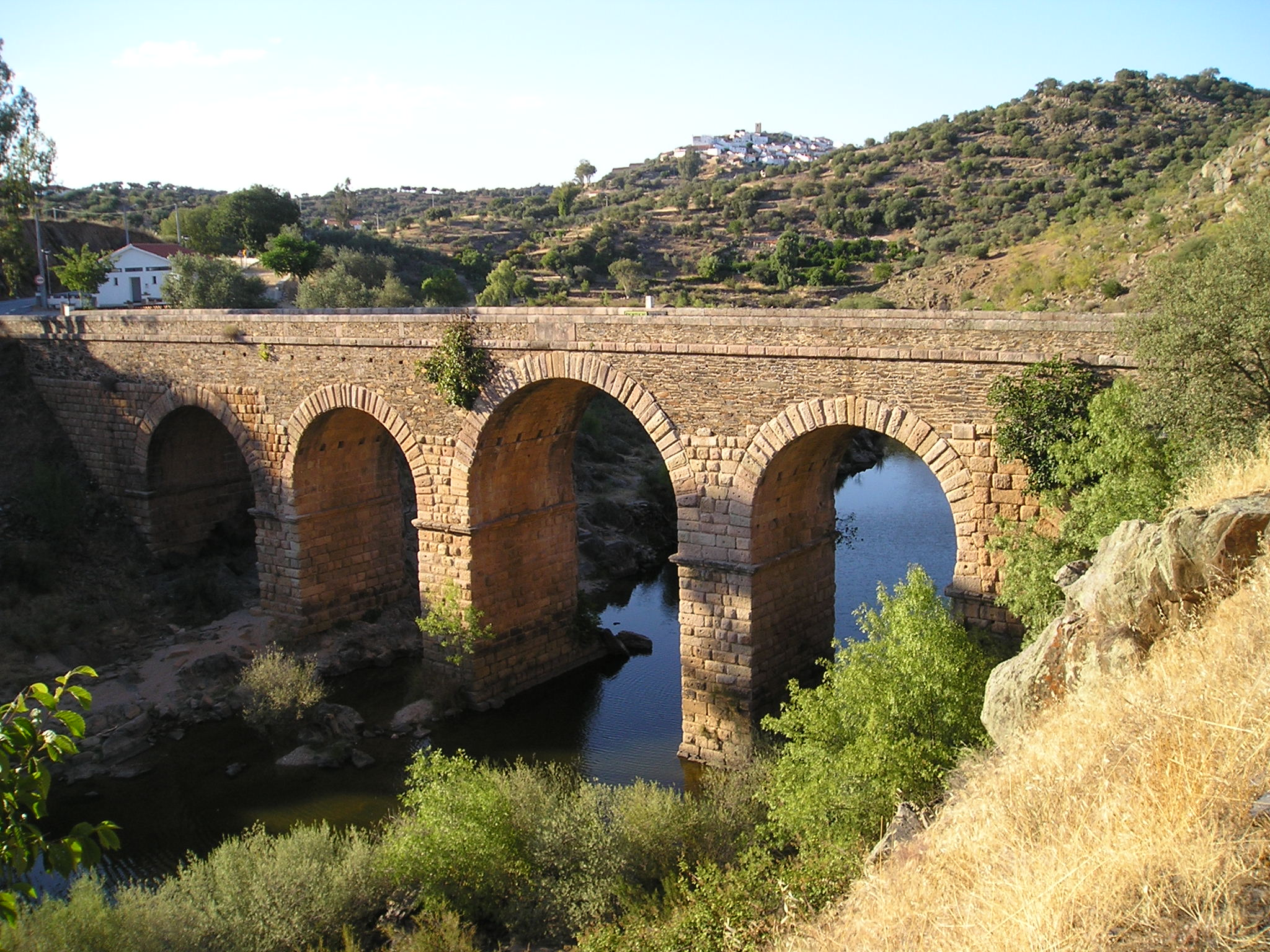
Ponte de Segura

- Ponte de Vila Formosa em Seda, Alter do Chão.
- Ponte de pedra sobre o rio Tuela em Torre de Dona Chama.
- Ponte de Segura em Idanha-a-Nova.